# Consentidos
Consentidos est une telenovela argentine diffusée sur Canal 13 du 9 novembre 2009 au 8 juillet 2010 et produite par Idées du Sud.

## Distribution
- Natalie Pérez : Luna Guzmán/Moreno
- Claribel Medina : Victoria Mujica
- Marcelo de Bellis : Guillermo Guzmán
- Michel Noher : Alejo García Mujica
- Macarena Paz : Renata Lopez/Lucilla Lopez
- Mauricio Dayub : Patricio Lopez
- Mariana Prommel : Rita Marcial
- Mario Guerci : Nano Marcial
- Micaela Riera : Valentina Rodríguez
- Andrés Gil : Ivo
- Paloma Heredia : Miranda Mujica/Ana "Anita" Moreno
- Manuel Ramos : Santiago "Toto" Palma
- Eva Quattrocci : Gal Cortese
- Nazareno Anton : Gerónimo Montes de la Fuente
- Juana Barros : Clara Garcìa Sierra
- Ivan Paz : Juanse
- Agustina Palma : Julieta
- Agustina Tedesco : Serena
- Luciano Papasidero : Dino
- Lucas Verstraeten : Tom Verstraeten
- Delfina Capalbo : Federica Scartoni
- Lola Morán : Emma Gomez
- Ramiro Silveyra : Rafa
- Antonella Sabatini : Celeste Spadini
- Chiara Francia : Lila Montes de la Fuente
- Tomás Ross : Benjamín
- Luciano Martínez : Bautista
- Lourdes Mansilla : Candy
- Maya Schojet : Pilar
- Franco Gil : Nicolás
- Tupac Larriera : Tupac Garcìa Sierra
- Marcio Mansilla : Augusto
- Brian Sichel : Rodrigo
- Julieta Poggio : Olivia
- Thelma Fardin : Luz de la Fuente
- Fabio Di Tomaso : Felipe de la Fuente